# Crasto (Vairão)
Crasto é um lugar de Vairão, no concelho de Vila do Conde
.

## História
O Castro do Boi (lugar de Crasto) foi uma importante fortificação na Idade Média tendo sido o castelo que dominava militarmente praticamente todo o sul do concelho de Vila do Conde. A análise ceramológica do local permite no entanto perceber que foi um castro antes de ser castelo. Encontra-se muito destruído por pedreiras e por inúmeras construções na sua área. 
.

## Património
- Castro do Boi
- Capela de Santo Ovídio
- Capela de Santo António
- Monte de Santo Ovídio

## Festividades
Santo Ovídio - com festa no Primeiro fim de semana de Setembro. 
Dia do Padroeiro:  5 de Setembro 
Característica: Festa de carácter religioso (Missa e Procissão) e recreativo (Espectáculos de Variedades, Fogo de Artifício, Queima da Vaca de Fogo, Bandas de Música e Folclore )